# Gurkha
Gurkhaer eller Gurkhasoldater er betegnelsen på soldater, som er rekrutteret i Nepal for at gøre tjeneste i den britiske hær. Traditionen tog sin begyndelse i kolonitiden, hvor de nepalesiske styrker fra Gorkha-riget (som Nepal hed dengang) havde udmærket sig og vundet et legendarisk slag i 1814 over de langt bedre bevæbnede britiske styrker. Senere genvandt de britiske styrker det tabte terræn, men respekten for de tapre krigere fra Himalaya var intakt, og allerede få år senere blev de første nepalesere indlemmet i de britiske styrker i Indien.
Under det store Sepoy-oprør i 1857 var Gurkharegimenterne loyale over for England, hvorefter de blev formelt inddraget som selvstændige enheder i den britisk-indiske hær. Under såvel første som anden verdenskrig indgik meget store gurkha-enheder i de allierede styrker, og flere gurkhaer er blevet højt dekoreret. Efter Indiens selvstændighed i 1947 blev aftalerne med Nepal fornyet og forlænget, og der indgik herefter gurkha-enheder i såvel den britiske som den indiske hær.
De britiske gurkharegimenter har i vid udstrækning gjort tjeneste i områder, hvor det var vanskeligt at finde frivillige britiske soldater til opgaverne. Blandt de opgaver, som gurkhaerne udførte var junglepatruljering i Malaysias og Borneos jungle efter partisaner og oprørere. Bevogtning af grænsen mellem den tidligere britiske kronkoloni Hongkong og Kina, anvendelse som kampberedt indsatsstyrke i krisesituationer som i Falklandskrigen i 1982 samt i Bosnien, Kosovo, Østtimor, Irak og Afghanistan. Opgaverne var ofte af stærkt risikobetonede og til en ganske lav betaling.
De britiske gurkharegimenter er gradvis blevet reduceret til omkring 3.400 mand. Deres økonomiske forhold er blevet forbedret, og for at imødegå anklagerne mod briterne om anvendelse af underbetalte udenlandske lejesoldater i den britiske hær, har alle nuværende og tidligere gurkhasoldater og deres familier efter voldsom debat og ændringer i den britiske lovgivning i 2006 og 2007 fået tilbudt britisk statsborgerskab. Skuespilleren Joanna Lumley deltog afgørende i debatten. Det anslås at omkring 140.000 benyttede sig af muligheden.